# Втрати 3-го полку спецпризначення
У статті описано деталі загибелі бійців 3-го полку спецпризначення.

## Поіменний перелік
- Андрусенко Дмитро Олександрович, старший солдат, старший розвідник, загинув 19 квітня 2014 р.
- Бурко Євген Володимирович, сержант, заступник командира розвідувальної групи, загинув 12 червня 2014 р.

Загинули 24 червня 2014 р. у збитому гелікоптері Мі-8 під Слов'янськом:
- Волохов Олексій Олегович, старший солдат, старший розвідник.
- Кондаков Олександр Володимирович, старший солдат, радист.

Загинули 15 липня 2014 р. близько села Провалля (Луганська область), пункт прикордонного контролю Ізварине. Військових обстріляли з мінометів, 8 бійців загинуло:
- Коваленко Юрій Вікторович, підполковник, заступник командира загону спеціального призначення.
- Алєксєєв Микола Васильович, старший сержант, заступник командира групи спеціального призначення.
- Каравайський Богдан Ігорович, молодший сержант, командир відділення групи спеціального призначення.
- Бендеров Максим Васильович, солдат, старший розвідник.
- Майсеєв Станіслав Анатолійович, старший солдат, розвідник-кулеметник.
- Рябий Дмитро Володимирович, старший солдат, розвідник.
- Вербовий Максим Вікторович, старший солдат, розвідник-кулеметник.
- Марков Іван Анатолійович, старший солдат, розвідник-кулеметник.
- Гаркавенко Віктор Олександрович, старшина, заступник командира групи спеціального призначення, загинув 21 липня.

Загинули 29 липня 2014 р., група спеціального призначення виконувала бойове завдання в районі міста Сніжне Донецька область, і була атакована із засідки терористами. Загинули 11 бійців (за іншими даними 12 або 8):
- Лисенко Сергій Петрович, підполковник, заступник командира 1-го батальйону.
- Андреєнко Кирило Леонідович, капітан, командир групи спеціального призначення 1-го батальйону.
- Шершень Андрій Олексійович, старшина, снайпер, заступник командира розвідгрупи 1-го батальйону.
- Бузуляк Анатолій Віталійович, сержант, заступник командира розвідгрупи 1-го батальйону.
- Шимчик Ярослав Володимирович, старший солдат, радист радіогрупи 1-го батальйону.
- Глобенко Олексій Іванович, старшина, головний сержант роти спеціального призначення.
- Панков Лев Миколайович, солдат, водій автомобільного відділення спеціальних машин.
- Гришин Сергій Миколайович, старший солдат, водій автомобільного відділення спеціальних машин.
- Карпа Тарас Степанович, капітан, командир групи, загинув 30 липня.
- Сєнчев Сергій Олексійович, підполковник, заступник командира з виховної роботи, загинув 4 серпня.
- Горовенко Ігор Сергійович, старший солдат, водій-електрик радіостанції центру управління зв'язком загону спеціального радіозв'язку, загинув 16 серпня.
- Присяжний Євгеній Миколайович, старший солдат, радист радіогрупи загону спеціального призначення, загинув 23 серпня.

Загинули 29 серпня 2014 р. у бою під Іловайськом (Донецька область) під час виходу з оточення:
- Придатко Дмитро Миколайович, сержант, старший розвідник-снайпер.
- Кривенко Максим Ігорович, солдат, старший розвідник-снайпер.
- Слободянюк Роман Олександрович, старший солдат, розвідник.
- Панченко Дмитро Миколайович, солдат, санітарний інструктор розвідгрупи.
- Карнаух Віктор Вікторович, прапорщик, командир групи спеціального призначення.
- Волкотруб Віталій Юрійович, молодший сержант, командир відділення — начальник радіостанції відділення управління загону спеціального призначення.

Загинули 14 вересня 2014 р. в бою під час штурму аеропорту Донецька:
- Подолянчук Євгеній Петрович, старший лейтенант, командир групи спеціального призначення
- Кулигін Олег Борисович, капітан, начальник інженерної служби.

Загинули 3 жовтня 2014 р. при виконанні бойового завдання по обороні аеропорту Донецька:
- Шешеня Вадим Валерійович, старший солдат, стрілець.
- Хруль Олександр Григорович, старший солдат, стрілець.
- Литвинов Іван Олександрович, капітан, командир взводу, загинув 4 жовтня 2014 р.
- Таранець Станіслав Олексійович, капітан, начальник служби паливно-мастильних матеріалів, загинув 29 листопада 2014 р.
- Федитник Віталій Валерійович, старший сержант, старший розвідник — командир відділення, загинув 16 лютого 2015 р.
- Бутусов Юрій Юрійович, капітан, командир групи спецпризначення, загинув 16 лютого 2015 р.
- Шеляг Володимир Анатолійович, солдат, розвідник, загинув 3 червня 2015 р.
- Латаєв Максим Володимирович, майор, заступник командира батальйону, загинув 3 липня 2015 р.
- Бочаров Роман Олександрович, військовослужбовець, загинув 2 січня 2016 р.
- Сизоненко Олег Миколайович, сержант, загинув 10 лютого 2016 р.
- Дівіченко Василь Сергійович, 31 жовтня 2016[1]
- Новосьолов Євген Дмитрович, 17 січня 2017[2]
- старшина Савченко Віталій Васильович[3]
- старший солдат Вівчаренко Ігор Вікторович, 14 квітня 2020.

### 2022
- Гушан Іван Георгійович, старший солдат, 3 березня 2022, Гребельки[4]
- 25 квітня 2022 — Гудачек Владислав Олександрович. 16 квітня 2001, м. Рівне. Лейтенант. Загинув у боях з окупантами у Донецькій області[5].
- 25 квітня 2022 — Кулик Олександр Леонідович «Мамай» 1995, 26 років, м. Рівне. Молодший сержант. Загинув в бою з окупантами у м. Краматорську на Донеччині [6].
- 7 вересня 2022 — Міщук Юрій Романович. 4 квітня 1996, с. Новомиколаївка Скадовського району. Загинув поблизу Балаклії Харківської області під час виконання бойового завдання [7]
- 7 вересня 2022 — Королевський Дмитро В'ячеславович («Тактик»). 12 березня 1985, Кіровоградська область. Загинув внаслідок прямого влучання ворожого танку в машину під час звільнення м. Балаклії Харківської області [8].

### 2023
- 24 березня 2023 — Луценко Кирило Дмитрович. 22 роки, м. Москва. Помер 24 березня 2023 року в Київському шпиталі внаслідок поранень, які отримав 16 березня під час виконання бойового завдання під Бахмутом на Донеччині [9][10].
- 9 серпня 2023 — Гаврилюк Роман Дмитрович. 6.09.1996, м. Рені Одеська область. Молодший сержант, старший оператор, вогнеметник [11]
- 31 жовтня 2023 — Кудабеков Андрій Зейнуллович, майор
- 28 грудня 2023 — Яременко Олег , «Монатік». Молодший сержант. Внаслідок артилерійського обстрілу окупантів отримав смертельні поранення і загинув в бою за місто Авдіївку на Донеччині.[12]

### 2024
- 23 січня 2024 — Харченко Віталій Олегович, старший солдат, Герой України (посмертно).
- 1 серпня 2024 — Гібнер Вальдемар Олександрович. Старший сержант. Отримав важки поранення та загинув 1 серпня 2024 року.